# Jaan Kaplinski
Jaan Kaplinski (Tartu, 22 januari 1941 – aldaar, 8 augustus 2021) was een Estisch schrijver, vertaler en filosoof.

## Leven
Jaan Kaplinski was de zoon van de Poolse leraar Jerzy Kaplinski en de Estische danseres Nora Raudsepp.
In 1958 beëindigde hij de middelbare school in Tartu. Van 1958 tot 1964 studeerde hij aan de Universiteit Tartu Frans en linguïstiek. Vervolgens werkte hij bij het Rekencentrum van de Universiteit en van 1974 tot 1980 bij de Botanische Tuin in Tallinn. In 1980 keerde hij terug naar Tartu, waar hij een aanstelling kreeg aan de leerstoel voor buitenlandse literatuur. Na Estlands onafhankelijkheid van 1991 was hij van 1992 tot 1995 lid van het Estische parlement. daarna was hij schrijver van beroep en vertaler. Ook hield hij zich met filosofie bezig.
Hij had zes kinderen van drie verschillende vrouwen.

## Werken
Natuur en filosofie nemen een belangrijke plaats in het werk van Kaplinski in. Vooral de filosofie van het Oosten (Daoïsme en Boeddhisme) vormt een inspiratiebron voor hem.
Kaplinski's grootste productie ligt op het gebied van de dichtkunst, maar hij heeft ook proza, kinderboeken en theaterstukken geschreven.
Kaplinski's eerste gedichtenbundel, Jäljed allikal verscheen in 1965. Met de bundel Tolmust ja värvidest (1967) brak Kaplinski door. Hierin beschrijft hij met veel metaforen de eenheid tussen mens en natuur en toont hij zich pacifistisch. Vloeiende vrije verzen worden afgewisseld met op rijm geschreven teksten. In de in 1977 verschenen bundel Uute kivide kasvamine is opgenomen Seesama meri meis kõigis, dat hoofdzakelijk uit eenlettergrepige regels bestaat. Pas in 1990 werd Hinge tagasitulek gepubliceerd, omdat het in de zeventiger jaren niet door de censuur kwam. Minimalistisch is ook Raske on kergeks saada (1982). Anders van karakter en in beheerste stijl geschreven is Õhtu toob tagasi kõik (1985), waarin paradoxale gedachtegangen en mystieke noties elkaar afwisselen. Mitu suve ja kevadet bevat naast Kaplinski's eigen gedichten ook vertalingen van de Chinese dichter Su Dungpo. In het boek Öölinnud. Öömõtted (1998) staan naast Estische gedichten ook Kaplinski's teksten in het Fins en Engels. Sõnad sõnatusse (2005) bevat Kaplinski's in het Russisch geschreven verzen. Een keuze uit zijn gedichten is gemaakt in het in 2000 verschenen Kirjutatud, dat meer dan 900 bladzijden telt.
De eerste prozawerken van Jaan Kaplinski, Kust tuli öö (1990) en Jää ja Titanic (1995), zijn autobiografisch. De reisbeschrijving Teekond Ayia Triadusse (1993) heeft als thema's de antieke cultuur, mythologie en religie. Tot het genre van de sciencefiction kunnen we Silm en Hektor (2000) rekenen. In Silm staan westerse en oosterse denkwijzen tegenover elkaar, in Hektor is een genetisch gemanipuleerde hond de hoofdpersoon. In Isale (2003) vertelt Kaplinski over zijn jeugdjaren. Seesama jõgi (2007) speelt zich af in de zestiger jaren in Estland.
Kaplinski's theaterstuk Neljakuningapäev kon vanwege de Sovjet-censuur pas in 1977 gespeeld worden. Het hier en daar absurde stuk behandelt het probleem van de vreemde overheersing in Estland. Na elf uitvoeringen mocht het de volgende tien jaren niet gespeeld worden.
Van Kaplinski is werk vertaald in het Duits, Engels, Russisch, Zweeds, Nederlands, Fins, Frans, Hebreeuws, Hongaars, Lets, Litouws, IJslands, Deens en Tsjechisch.
In juni 2020 kreeg hij te horen dat hij ALS had, daaraan overleed hij een jaar later op 80-jarige leeftijd.

### Poëzie
- Jäljed allikal (1965). Tallinn: Eesti Raamat, 62 p.
- Kalad punuvad pesi (1966). Tallinn: Eesti NSV Riiklik Kunstiinstituut, 13 p.
- Tolmust ja värvidest (1967). Tallinn: Perioodika, 55p.
- Valge joon Võrumaa kohale (1972). Tallinn: Eesti Raamat, 28 p.
- Ma vaatasin päikese aknasse (1976). Tallinn: Eesti Raamat, 131 p.
- Uute kivide kasvamine (1977). Tallinn: Eesti Raamat, 101 p.
- Raske on kergeks saada (1982). Tallinn: Eesti Raamat, 46 p.
- Tule tagasi helmemänd (1984). Tallinn: Eesti Raamat, 78 p.
- Õhtu toob tagasi kõik (1985). Tallinn: Eesti Raamat, 109 p.
- Käoraamat. Luulet 1956-1980 (1986). Tallinn: Eesti Raamat, 190 p.
- Hinge tagasitulek (1990). Tallinn: Eesti Raamat, 78 p.
- Tükk elatud elu. Tekste 1986-1989 (1991). Tartu: Eesti Kostabi Selts, 93 p.
- Mitu suve ja kevadet (1995). Tallinn: Vagabund, 77 p.
- Öölinnud. Öömõtted. Luuletusi 1995-1997 (1998). [Tallinn]: Vagabund, 99 p.
- Sõnad sõnatusse (2005; in het Estisch en Russisch). s.l. Vagabund, 76 p.
- Vaikus saab värvideks (2005). s.l. Tänapäev, 109 p.
- Teiselpool järve (2008). s.l. Tänapäev, 101 p.

### Proza
- Kust tuli öö (1990). Tallinn: Eesti Raamat, 141 p.
- Teekond Ayia Triadasse (1993). Tartu: Greif, 142 p.
- Jää ja Titanic (1995). Tallinn: Perioodika, 77 p.
- Silm / Hektor (2000). [Tallinn]: Tänapäev, 205 p.
- Kevad kahel rannikul ehk Tundeline teekond Ameerikasse (2000). s.l. Vagabund, 288 p.
- Kajakas võltsmunal (2000). [Tallinn]: Vagabund, 205 p.
- Isale (2003). Tallinn: Varrak, 325 p.
- Seesama jõgi (2007). Tallinn: Vagabund, 321 p.; (2009). Tallinn: EKSA, 321 p.
- Jää ... (2009). s.l. Võluri tagasitulek OÜ, 213 p.

### Theaterstukken
- "Neljakuningapäev" (opgevoerd in 1977)
- "Liblikas ja peegel" (geschreven in 1980)

### Kinderboeken
- Kuhu need värvid jäävad (1975) samen met Tiia Toomet. Tallinn: Eesti Raamat, 40 p.
- Udujutt (1977). Tallinn: Eesti Raamat, 17 p.
- Kes mida sööb, kes keda sööb (1977). Tallinn: Eesti Raamat, 14 p.
- Jänes (1980). Tallinn: Perioodika, 24 p.
- Jalgrataste talveuni (1987). Tallinn: Eesti Raamat, 48 p.
- Kaks päikest (2005). Tallinn: Tänapäev, 264 p.
- Põhjatuul ja lõunatuul (2006). Tallinn: Tänapäev, 96 p.

### Artikelen en essays
- Poliitika ja antipoliitika (1992). Tallinn: Olion, 175 p.
- See ja teine (1996). Tartu: Tartu Ülikooli Kirjastus, 253 p.
- Võimaluste võimalikkus (1997). s.l. Vagabund, 319 p.
- Usk on uskmatus (1998). s.l. Vagabund, 300 p.
- Kõik on ime (in de reeks Eesti mõttelugu). Tartu: Ilmamaa, 575 p.
- Paralleele ja parallelisme (in de reeks Kaasaegne mõte). Tartu: Tartu Ülikooli Kirjastus, 274 p.

### Nederlandse vertaling
- De bronmeester van Veskimõisa (1993), vertaald door Külli Prosa. Leiden: Plantage, 31 p.